# حمیدکوی، قسطمونی
حمیدکوی (به ترکی استانبولی: Hamitköy) یک منطقهٔ مسکونی در ترکیه است که در قسطمونی واقع شده‌است.